# 24P/Schaumasse
La comète Schaumasse, officiellement 24P/Schaumasse, est une comète périodique découverte par Alexandre Schaumasse (observatoire de Nice) le 1er décembre 1911, de 12e magnitude.
À la fin de 1912, elle fut classée comme comète à courte période, sa période étant estimée à 7,1 ans puis réévaluée ensuite à 8 ans. Le retour de 1919 fut retrouvé par Gaston Fayet (observatoire de Paris) à la magnitude 10,5.
L'approche de 1927 fut de magnitude 12, mais la comète fut manquée au passage de 1935. En 1937, elle passa à proximité de Jupiter, ce qui allongea légèrement sa période orbitale.
La comète fut manquée en 1968 et en 1976. Il fut supposé que l'accroissement de luminosité en 1952 indiquait un problème qui l'avait fait disparaître. En 1984, Elizabeth Roemer (observatoire Steward en Arizona, USA) trouva une image sur des photos datant de 1976 qui indiquait un changement de la date du périhélie. Son passage ultérieur cette année-là, observé par James B. Gibson (observatoire Palomar en Californie, USA) et des calculs d'orbite par Brian G. Marsden, confirmèrent que l'objet de 1976 était la comète Schaumasse.
Un passage à proximité de la Terre est prévu en 2026 et en 2034, ainsi que de Jupiter en 2044.
Elle est passée à environ 0,02 ua de la planète naine Cérès le 22 mars 2010.  Elle passera ensuite à environ 0,07 ua de Mars mi-juillet 2200.
Le diamètre du noyau est estimé à 2,6 kilomètres.